# Angela Păduraru

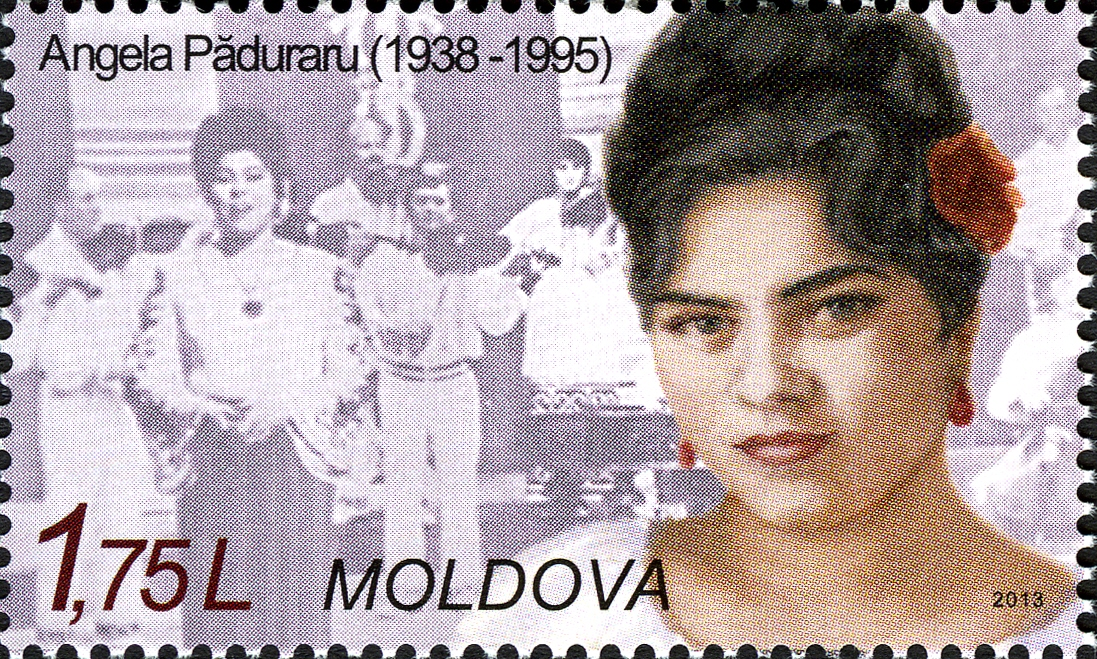
Timbru din anul 2013, din Republica Moldova, dedicat Angelei Păduraru

Angela Păduraru (n. 6 iunie 1938, Nemțeni - d. 26 iulie 1995, Chișinău) a fost o cântăreață moldoveană de muzică populară, Artistă Emerită a RSS Moldovenești (1976).
Angela Păduraru a fost una dintre cele mai cunoscute interprete din anii 1960—1970 în Moldova sovietică și a fost una dintre primele interprete autohtone de romanțe. Ea a lăsat în fondul de aur al Radioteleviziunii mai bine de 200 de piese. Între anii 1961-1962 a cântat în Capela Corală „Doina”, apoi, între 1962-1963 a fost solistă în diverse ansambluri ale Filarmonicii din Chișinău, solistă a Orchestrei de muzică populară „Folclor” a Radioteleviziunii din Chișinău (1971-1984) și coristă în Capela corală a aceleași instituții.
Angela Păduraru este înmormântată în Cimitirul Central (Armenesc) din Chișinău.
În memoria ei a fost denumită o stradă din sectorul Buiucani din Chișinău, iar în satul natal a fost instalat un bust al interpretei și din 2010 se petrece anual festivalul-concurs «Angela Păduraru».
În 2013, la împlinirea a 75 de ani de la nașterea artistei, Poșta Moldovei a emis un timbru poștal cu imaginea acesteia.

## Repertoriu selectiv
- «Trandafiri și doi bujori»,
- «Dor mi-i puiule de tine»,
- «Ora despărțirii»,
- «Mierlița când e bolnavă»,
- «Te văzui neicuță-n poartă»,
- «Are mama opt feciori»,
- «Mamă eu te las cu drag»,
- «Pasăre cu pene lungi»,
- «Dacă vântul te alină»,
- «Zi-i bade, cu fluierul»,
- «Vale, vale și iar vale» ș.a.